# ティム・クルル
ティモシー・ミハエル・“ティム”・クルル（Timothy Michael ”Tim“ Krul, 1988年4月3日 - ）は、オランダ・デン・ハーグ出身のサッカー選手。ルートン・タウンFC所属。元オランダ代表。ポジションはゴールキーパー。PKストップの名手である。

## クラブ経歴
1996年に地元のクラブであるADOデン・ハーグのユースに入団。2005年にイングランドのニューカッスル・ユナイテッドFCへ3年契約で移籍。2006年7月29日のPSVアイントホーフェンとのプレシーズンマッチでトップチームデビューを飾ると、11月2日UEFAカップ・USチッタ・ディ・パレルモ戦で公式戦初出場を果たし、無失点に抑える活躍を見せマンオブザマッチに選出された。しかしこの試合のウォームアップ中に負った怪我が悪化して手術をすることとなり、6ヶ月の間離脱することとなった。シーズン後の2007年6月12日に新たに4年契約を結んだ。
2007年8月3日に、スコットランドのフォルカークFCへ半年間の期限付き（シーズン終了後までの延長オプション付き）で移籍することが発表された。その日、クルルは早速グレトナFC戦に出場し無失点に抑え、スコットランドでのデビューを飾った。計26試合に出場したもののセルティックFC戦では4点、グラスゴー・レンジャーズ戦では7点を献上。スコティッシュカップのアバディーンFC戦で肩を脱臼したこともあり、延長オプションは使用されずにニューカッスルに復帰し、また残りのシーズンも棒に振った。
2008年11月21日にはベン・アニックの後釜としてカーライル・ユナイテッドへ1ヶ月の期限付きで移籍。その後もう1ヶ月期間が延長された。
ニューカッスル復帰後はスティーヴ・ハーパーの控えとしてプレーしていたが、2009年8月8日のWBA戦でハーパーの負傷により途中出場し、フットボールリーグ・チャンピオンシップ初出場を記録。この試合では途中出場ながら好セーブを連発して引き分けに貢献し、ガーディアンには「素晴らしい控えGK」と評された。このシーズンは計9試合の出場に終わったもののニューカッスルの優勝とプレミアリーグ昇格に貢献し、シーズン後にはニューカッスルと新たに4年契約を結んだ。
2010-11シーズンもハーパーの控えであったが、2010年9月18日のエヴァートンFC戦で肩を負傷したハーパーに代って途中出場しプレミアリーグ初出場を果たすと、以降はレギュラーに定着しリーグ戦21試合に出場した。翌2011-12シーズンはハーパーから完全に定位置を奪い、正守護神としての地位を確立。全38試合にフル出場して好守を披露し、チームの5位躍進とヨーロッパリーグ出場権獲得に貢献した。
2012-13シーズンよりハーパーに代わって背番号1を与えられる。ひじ、足首、肩の脱臼などの怪我に苦しんだが、リーグ戦24試合に出場。ニューカッスル復帰後5シーズン目となる2013-14シーズンは故障もなく、シーズンを通じてゴールを守った。
2015-16シーズンでも正GKとして開幕戦から全試合にフル出場していたが、2015年10月12日の代表戦で前十字靭帯断裂の怪我を負いシーズンを棒に振ることとなった。クルルを欠いたクラブは19位でのフィニッシュとなり2部降格となった。
2016年8月25日、ヤスパー・シレッセンの退団により後釜を探していたアヤックス・アムステルダムへ1年間のレンタルで移籍。しかしアンドレ・オナナが台頭したこともあってリーグ戦の出場機会は訪れず、2017年1月31日にAZアルクマールへ再度レンタル移籍した。
2017年9月1日、ブライトン・アンド・ホーヴ・アルビオンFCにレンタル移籍し、9月20日に完全移籍したことが発表された。
2018年7月24日、ノリッジ・シティFCに2年契約で加入。2019年10月のマンチェスターU戦ではマーカス・ラッシュフォード、アントニー・マルシャルの2本のPKをストップした。またFAカップ5回戦トッテナム戦でもトロイ・パロット、ジェドソン・フェルナンデスのPKを止め、準々決勝進出に貢献した。
2019-20シーズンは、シャルケからラルフ・フェールマンが加入したが、ポジションを譲らず守護神として出場し続けた。
2021‐22シーズンは、元イングランド代表アンガス・ガンが加入し、一時レギュラーを奪われたこともあって29試合の出場に留まる。
2023年8月17日、プレミア初挑戦のルートン・タウンへ完全移籍することが発表された。

## 代表経歴
2005 FIFA U-17世界選手権ではキャプテンとして全6試合に出場し、3位入賞に貢献。2006年、2008年のトゥーロン国際大会やUEFA U-21欧州選手権2011にもレギュラーとして出場した。
2011年6月4日のブラジルとの親善試合で、負傷中だった正GKのマールテン・ステケレンブルフに代わり先発出場しA代表デビュー。見事無失点に抑えて勝利に貢献した。6月8日のウルグアイ戦でも好プレーを披露した。
2014 FIFAワールドカップでは控えキーパーとして登録メンバーに選出される。準々決勝のコスタリカ戦では延長後半アディショナルタイムにヤスパー・シレッセンとの交代でピッチに入ると、PK戦で2本のキックを止めてオランダのベスト4入りに貢献した。

## 個人成績

### クラブ
2021年5月1日現在
| クラブ                    | シーズン | リーグ                 | リーグ | リーグ | カップ | カップ | リーグカップ | リーグカップ | その他 | その他 | 通算 | 通算 |
| クラブ                    | シーズン | ディビジョン           | 出場   | 得点   | 出場   | 得点   | 出場         | 得点         | 出場   | 得点   | 出場 | 得点 |
| ------------------------- | -------- | ---------------------- | ------ | ------ | ------ | ------ | ------------ | ------------ | ------ | ------ | ---- | ---- |
| ニューカッスル            | 2006-07  | プレミアリーグ         | 0      | 0      | 0      | 0      | 0            | 0            | 1      | 0      | 1    | 0    |
| ニューカッスル            | 2007-08  | プレミアリーグ         | 0      | 0      | 0      | 0      | —            | —            | —      | —      | 0    | 0    |
| ニューカッスル            | 2008-09  | プレミアリーグ         | 0      | 0      | —      | —      | —            | —            | —      | —      | 0    | 0    |
| ニューカッスル            | 2009-10  | チャンピオンシップ     | 3      | 0      | 3      | 0      | 2            | 0            | —      | —      | 8    | 0    |
| ニューカッスル            | 2010-11  | プレミアリーグ         | 21     | 0      | 1      | 0      | 3            | 0            | —      | —      | 25   | 0    |
| ニューカッスル            | 2011-12  | プレミアリーグ         | 38     | 0      | 2      | 0      | 2            | 0            | —      | —      | 42   | 0    |
| ニューカッスル            | 2012-13  | プレミアリーグ         | 24     | 0      | 0      | 0      | 0            | 0            | 6      | 0      | 30   | 0    |
| ニューカッスル            | 2013-14  | プレミアリーグ         | 36     | 0      | 0      | 0      | 2            | 0            | —      | —      | 38   | 0    |
| ニューカッスル            | 2014-15  | プレミアリーグ         | 30     | 0      | 0      | 0      | 1            | 0            | —      | —      | 31   | 0    |
| ニューカッスル            | 2015-16  | プレミアリーグ         | 8      | 0      | 0      | 0      | 1            | 0            | —      | —      | 9    | 0    |
| ニューカッスル            | 2016-17  | チャンピオンシップ     | —      | —      | —      | —      | —            | —            | —      | —      | —    | —    |
| ニューカッスル            | 通算     | 通算                   | 160    | 0      | 6      | 0      | 11           | 0            | 7      | 0      | 184  | 0    |
| フォルカーク (loan)       | 2007-08  | プレミアリーグ         | 22     | 0      | 2      | 0      | 2            | 0            | —      | —      | 26   | 0    |
| カーライル (loan)         | 2008-09  | EFLリーグ1             | 9      | 0      | 0      | 0      | —            | —            | —      | —      | 9    | 0    |
| ヨング・アヤックス (loan) | 2016-17  | エールステ・ディヴィジ | 6      | 0      | —      | —      | —            | —            | —      | —      | 6    | 0    |
| AZ (loan)                 | 2016-17  | エールディヴィジ       | 16     | 0      | 2      | 0      | —            | —            | 6      | 0      | 24   | 0    |
| ブライトン                | 2017-18  | プレミアリーグ         | 0      | 0      | 4      | 0      | 1            | 0            | —      | —      | 5    | 0    |
| ブライトン U-21           | 2017-18  | —                      | —      | —      | —      | —      | —            | —            | 1      | 0      | 1    | 0    |
| ノリッジ                  | 2018-19  | チャンピオンシップ     | 46     | 0      | 0      | 0      | 0            | 0            | —      | —      | 46   | 0    |
| ノリッジ                  | 2019-20  | プレミアリーグ         | 36     | 0      | 2      | 0      | 0            | 0            | —      | —      | 38   | 0    |
| ノリッジ                  | 2020-21  | チャンピオンシップ     | 35     | 0      | 1      | 0      | 0            | 0            | —      | —      | 36   | 0    |
| ノリッジ                  | 通算     | 通算                   | 117    | 0      | 3      | 0      | 0            | 0            | 0      | 0      | 120  | 0    |
| 総通算                    | 総通算   | 総通算                 | 330    | 0      | 17     | 0      | 14           | 0            | 14     | 0      | 375  | 0    |

## 代表歴

### 出場大会
- オランダ代表
- 2012年 - UEFA EURO 2012 (グループリーグ敗退)
- 2014年 - 2014 FIFAワールドカップ (3位)

### 試合数
- 国際Aマッチ 15試合 0得点（2011年-2021年）[20]

| オランダ代表 | 国際Aマッチ | 国際Aマッチ |
| 年           | 出場        | 得点        |
| ------------ | ----------- | ----------- |
| 2011         | 2           | 0           |
| 2012         | 2           | 0           |
| 2013         | 1           | 0           |
| 2014         | 2           | 0           |
| 2015         | 1           | 0           |
| 2020         | 3           | 0           |
| 2021         | 4           | 0           |
| 通算         | 15          | 0           |

## タイトル

### クラブ
ニューカッスル・ユナイテッドFC
- UEFAインタートトカップ：1回 (2006)
- フットボールリーグ・チャンピオンシップ：1回 (2009-10)
- トロフェオ・テレサ・エレーラ：1回 (2010)

ノリッジ・シティFC
- EFLチャンピオンシップ：1回 (2018-19)